# Erythranthe
Erythranthe — род травянистых однолетних и многолетних растений семейства Фримовые с центром видового разнообразия в западной части Северной Америки. По современной классификации на основе системы APG IV включает 130 видов (июнь 2024г). Таксон был описан в 1840 году, однако большинство видов до последнего времени традиционно рассматривались в составе рода Губастик (Mimulus), пока вновь не были реклассифицированы на основании филогенетических исследований в самостоятельный род наряду с родом Диплакус (Diplacus) и некоторыми другими. Русскоязычное название в авторитетной ботанической литературе не встречается, однако в электронном гербарии МГУ указывается именование Эритранта.

## Название
Латинское родовое название образовано от др.-греч. ἐρυθρός («эритрос») — красный и др.-греч. ἄνθος («антос») — цветок и отражает ярко-алую окраску цветков типового вида Erythranthe cardinalis.

## Ботаническое описание
Представители рода отличаются большим разнообразием форм как между внутриродовыми секциями, так и внутри них. Часть видов является однолетниками, часть — многолетними растениями. Окраска цветков бывает красной, розовой, фиолетовой или желтой, либо в различных сочетаниях этих расцветок. Некоторые виды имеют выраженный мускусный аромат, из-за чего в английском языке популярно народное название «мускусный цветок» (англ. musk-flowers). Характерными признаками для всех видов являются длинные цветоножки и центрально-краевая аксиальная плацентация (прикрепление семяпочек в завязи к боковым швам сросшихся плодолистиков, образующим центральную колонку) .
В составе секции Erythranthe виды имеют голые или опушенные стебли и листья. Листья могут быть овальными, эллиптическими или вытянутыми, с небольшыми зубцами по краю. Плодоножки длиннее чашелистиков, которые имеют острые выраженные ребра и плоские стороны. Венчики крупные, с трубкой 8-42 мм, опадающие. Окраска лепестков от ярко-красной до фиолетовой, фуксиевой, розовой, или белой, реже — жёлтой.
Как минимум один вид, Эритранта Льюиса (Erythranthe lewisii), является протонасекомоядным, используя липкие выделения желез на стеблях и листьях для ловли мелких насекомых и извлечения из них необходимых питательных веществ.

## Распространение и экология
Центром видового разнообразия (более 80% видов) являются западные регионы Северной Америки, хотя отдельные виды распространены по всей территории США и Канады, а также встречаются от Мексики до Чили и восточной Азии.
Существенное количество видов произрастают во влажных и сырых местах, некоторые встречаются на мелководье. Устойчивость к сухим условиям у них низкая, в отличие от близкородственных представителей рода Диплакус. Растения встречаются как на уровне моря, так и на существенных высотах в горных регионах.
Растения энтомофильные (опыляются пчелами) и орнитофильные (опыляются птицами).

### Консортивныесвязи
Виды рода поедаются гусеницами некоторых бабочек, например совками Amphipyra tragopoginis, для которых являются основным источником питания.

## Хозяйственное значение и использование

### Врастениеводстве
Несколько видов, культиваров и гибридов используются в декоративном цветоводстве. Наиболее распространены эритранта крапчатая и э. жёлтая, а также э. медная, у которой известно около 10 садовых форм.

### В кулинарии
В листьях и стеблях эритранты накапливается большое количество хлорида натрия (поваренная соль) и других солей. Коренное население Америки использовало растения как заменитель соли при приготовлении дичи. Все части растений съедобны, однако в сыром виде имеют слишком соленый и горький вкус. Э. жёлтая использовалась для приготовления пищи в Перу.

### В народной медицине
Соком из листьев эритрины пропитывали повязки для лечения небольших раздражений кожи.

## Классификация
Первоначально род был описан в 1840 году французским ботаником Эдуардом Шпахом как монотипный с единственным видом Erythranthe cardinalis. В 1885 году американец Эдвард Ли Грин предложил выделение секции Erythranthe в составе рода Губастик (Mimulus), включив туда также E. lewisii and E. parishii, что поддерживалось большинством систематиков до начала XXI века. В 2012 году на основе молекулярных исследований 111 видов были реклассифицированы из рода Губастик в род Эритранте (виды с длинными цветоножками и центрально-краевой аксиальной плацентацией), 46 отнесены к роду Диплакус (виды с сидячими цветками и ламинальной плацентацией), и лишь 7 оставлены без изменений.
Взгляды на эволюционное развитие рода также претерпели изменения — если первоначально его включали в семейство Норичниковые (Scrophulariaceae), то по современной классификации он относится к семейству Фримовые (Phrymaceae).
В работе Чарлза Дарвина 1876 года, посвященной перекрестному и самоопылению растений, эритранта стала модельным организмом для «изучения эволюционной и экологической функциональной геномики … благодаря широкому разнообразию фенотипических, экологических и генетических различий». Полностью геном эритранты крапчатой (Erythranthe guttata) был расшифрован в 2007 году.

### Таксономия
Erythranthe Spach, 1840, Hist. Nat. Vég. 9: 312
Род Эритранта относится к семейству Фримовые (Phrymaceae) порядка Ясноткоцветные (Lamiales), который последовательно входит в вышестоящие клады Ламииды → Астериды → Суперастериды → Эвдикоты → Цветковые растения. Таксономическая схема в соответствии с Системой APG IV по состоянию на декабрь 2023 года:
|  |                          |  |                                   |                                   |                    |  | еще 23 семейства |              |               |                                                            |
|  |                          |  |                                   |                                   |                    |  |                  |              |               | 130 подтвержденных видов и 4 вида, ожидающий подтверждения |
|  |                          |  |                                   | порядок Ясноткоцветные            |                    |  |                  |              | род Эритранта |                                                            |
|  |                          |  |                                   | порядок Ясноткоцветные            |                    |  |                  |              | род Эритранта |                                                            |
|  | клада Цветковые растения |  |                                   |                                   | семейство Фримовые |  |                  |              |               |                                                            |
|  | клада Цветковые растения |  |                                   |                                   |                    |  |                  |              |               |                                                            |
|  |                          |  | ещё 63 порядка цветковых растений | ещё 63 порядка цветковых растений |                    |  |                  | еще 14 родов | еще 14 родов  |                                                            |
|  |                          |  |                                   | ещё 63 порядка цветковых растений |                    |  |                  |              | еще 14 родов  |                                                            |